# Elytraria macrophylla
Elytraria macrophylla är en akantusväxtart som beskrevs av Emery Clarence Leonard. Elytraria macrophylla ingår i släktet Elytraria och familjen akantusväxter. Inga underarter finns listade i Catalogue of Life.